# Céramique portrait mochica

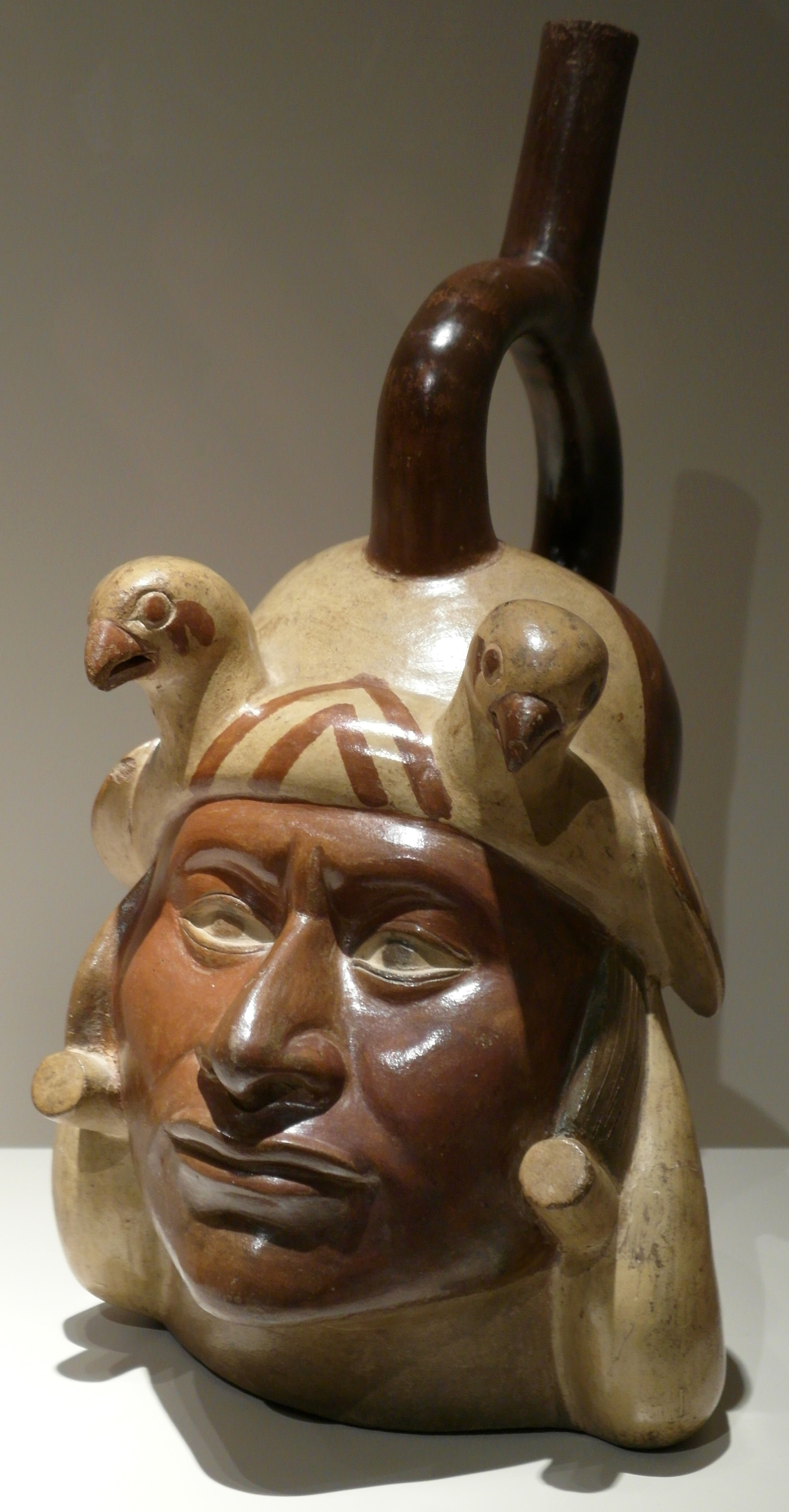
Le célèbre huaco retrato du Musée Larco de Lima.

Cette céramique portrait mochica, appelée Cabeza de Señor Priest, est probablement la pièce la plus importante de la collection du musée Larco, à Lima, au Pérou, car il s´agit d´un « vase portrait » d´une qualité et d´un réalisme artistique exceptionnels, cette pièce étant mondialement reconnue comme étant un symbole de l’art de la céramique mochica.
De nombreux articles la mentionnant ont été publiés et elle a voyagé pour être exposée dans de nombreuses expositions internationales des plus grands musées du monde.

## Histoire
Le contexte archéologique auquel appartient cette pièce n'est pas connu avec précision, mais les résultats des fouilles archéologiques menées sur la côte nord du Pérou ces 20 dernières années laissent penser qu´elle faisait très probablement partie du contexte funéraire d'un membre de l´élite mochica et qu'elle provient sans doute de la vallée du fleuve Moche, dans la zone Moche sud située dans l'actuelle région de La Libertad.
Les archéologues ont trouvé le même type de coiffe représentée sur cette tête, dans la tombe du dieu prêtre guerrier dans la Huaca de la Cruz, un site archéologique situé dans la vallée du Virú, à une quarantaine de kilomètres au sud de Trujillo, exploré par Strong et Evans en 1940.
En 1925, le père de Rafael Larco Hoyle, Rafael Larco Herrera achète une collection de vases et de pièces archéologiques à son beau-frère Alfredo Hoyle. L'arrivée de ces 600 pièces et en particulier cette céramique déclenche l'enthousiasme de Larco Hoyle. Peu après, son père lui confie cette collection qui deviendra l'embryon du futur Museo Arqueológico Rafael Larco Herrera.

## Description
Il s´agit d´un huaco retrato, le terme de huaco ou guaco désignant un objet découvert dans une guaca, une tombe précolombienne. Les huacos retratos sont des « vases-portraits » en céramique à anse-étrier représentant le visage d´un haut gouvernant mochica. Il a été réalisé lors de la quatrième phase mochica (VIe siècle), selon la chronologie établie par Rafael Larco Hoyle en 1948.
Ce dirigeant porte un turban de tissu sur lequel repose une coiffe aux motifs d´oiseau à deux têtes et, sur les côtés, de plumes.
Il porte également des boucles d´oreilles tubulaires, comme celles que l´on peut voir au Musée de l'or du Pérou et des armes du monde de Lima créé par Miguel Mujica Gallo un autre riche passionné d'art péruvien précolombien et dans la « Galerie d'or et d'argent » du musée Larco.

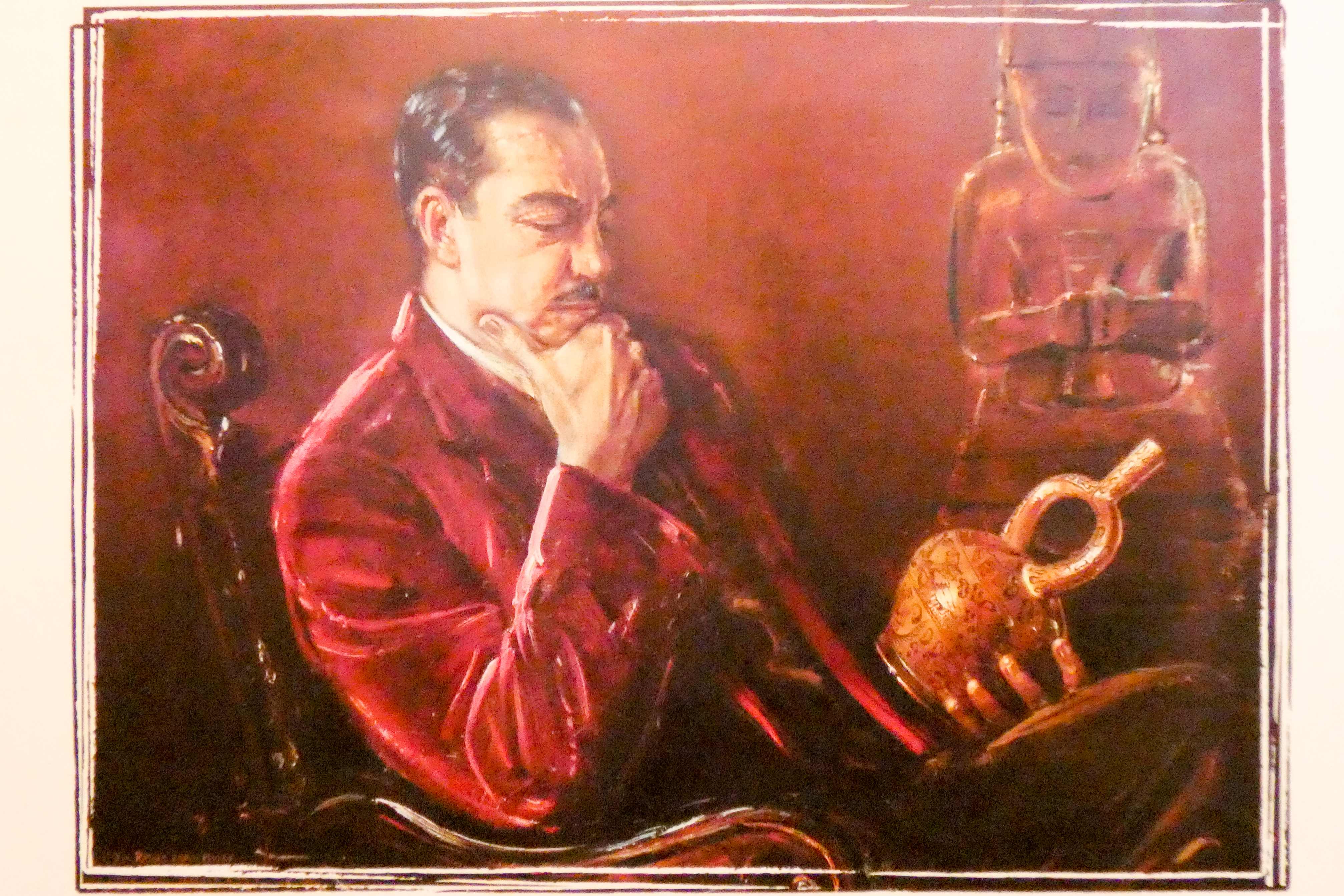
Portrait de Rafael Larco Herrera examinant une céramique Moche.

Les « céramiques portraits » Moche sont des récipients en argile cuite présentant des visages humains hautement individualisés et naturels, rencontrés uniquement dans la culture Moche.
Ces récipients font partie des rares représentations réalistes d'humains attribuées à une civilisation précolombienne.
La culture Moche a prospéré du Ier au VIIIe siècle  sur la côte nord du Pérou. Leurs terres se situaient entre l'océan Pacifique et la cordillère des Andes. C'était une société agricole stratifiée qui dépendait également fortement de la pêche.
Alors que la plupart des huacos retratos Moche comportent des têtes, certains représentent des figures humaines complètes. Ils sont destinés à contenir des liquides. Presque tous les portraits sont des hommes adultes. Dans de rares cas, de jeunes garçons sont représentés, mais aucun portrait de femmes adultes n'a encore été trouvé. Les portraits ne sont pas idéalisés, certains présentent des anomalies, telles que des becs de lièvre et des yeux aveugles. Certains portent même des stigmates de pathologies en particulier ceux de la syphilis.
Les récipients mesurent entre 6 et 45 cm de hauteur, la plupart mesurant entre 15 et 30 cm et ont été obtenus par moulage, puis polis et souvent peints.
En règle générale, la poterie Moche est faite d'une barbotine rouge peinte sur un fond crème pâle; cependant, on trouve également de la peinture blanche sur rouge et noire.
Alors que la plupart des portraits sont des représentations en trois dimensions de l'homme, certains ont des peintures finales supplémentaires sur leur surface.
On estime que 95 % de ces artéfacts ont été collectés par des huaqueros (pilleurs de tombes) au lieu d'archéologues, de sorte que leur provenance initiale est inconnue. Pour la plupart, ils ont été récupérés dans des tombes mais ont été utilisés pendant la vie des gens, comme en témoignent les marques d'usure et les réparations.

## Autres collections
Au Pérou :
La « Salle préhispanique Jaime del Castillo », située au 299 Jiron Áncash, Lima, expose des pièces faisant partie de la collection préhispanique de la municipalité de Lima, offerte par le Dr Carlos Jaime del Castillo, dont des céramiques qui reflètent l'habileté sculpturale du potier mochica, ainsi que la polychromie de la céramique de Nazca, le symbolisme de l'art Chancay, entre autres manifestations culturelles de la côte péruvienne.
Le Musée de l'or du Pérou et des armes du monde de Lima propose également une collection importante de vases portraits.
Parmi les musées péruviens comportant des salles réservées à l'art mochica et montrant des huacos retratos, on peut citer : 
- Le Musée Huacas de Moche (es),
- Le Musée de Cao près de Trujillo,
- Le Musée du couvent de Belén à Cajamarca,
- Le Musée du site de Túcume,
- Le Musée des Tombes royales de Sipán
- Etc.

Dans le monde :
Plus de 900 huacos retratos distincts ont été photographiés par l'Université de Californie à Los Angeles.
Le Musée du Quai Branly - Jacques-Chirac expose une soixantaine de céramiques Moche.
Le Metropolitan Museum of Art de New York présente la collection de Nathan Cummings.

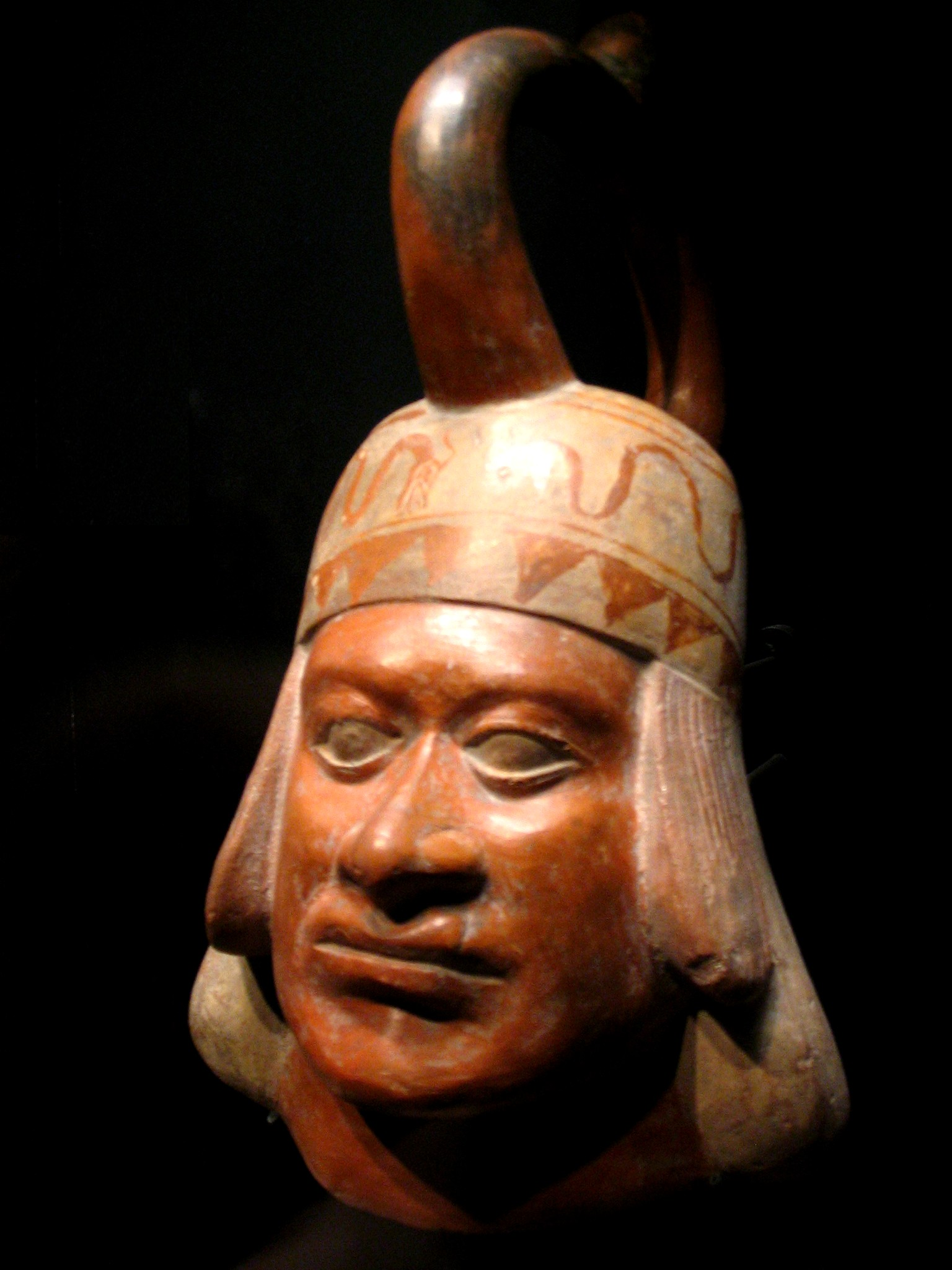
Vase-portrait mochica à anse en forme d'étrier - Musée du quai Branly - Paris - France.
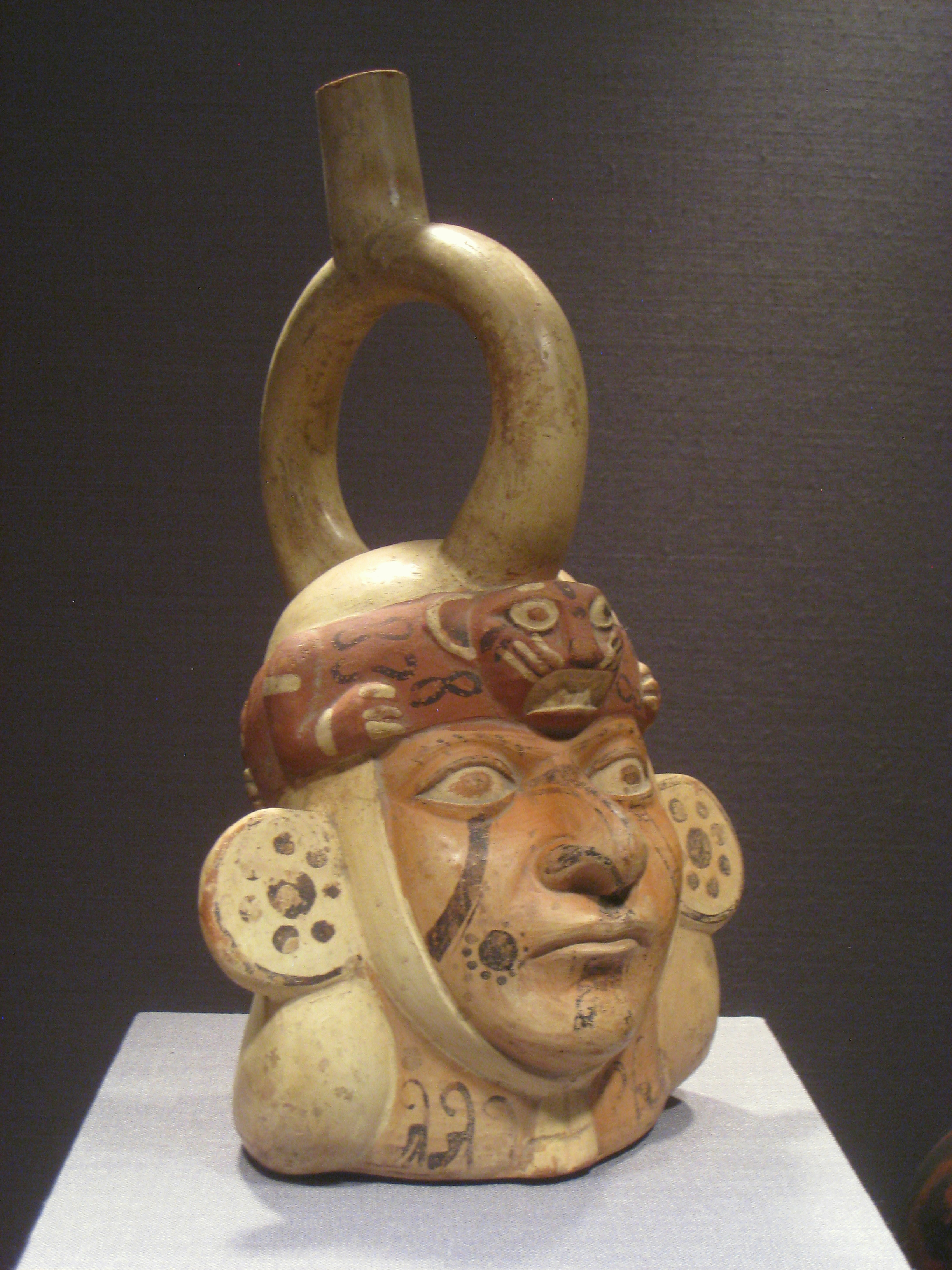
Huaco retrato - Worcester Art Museum - Worcester - Massachusetts - USA.
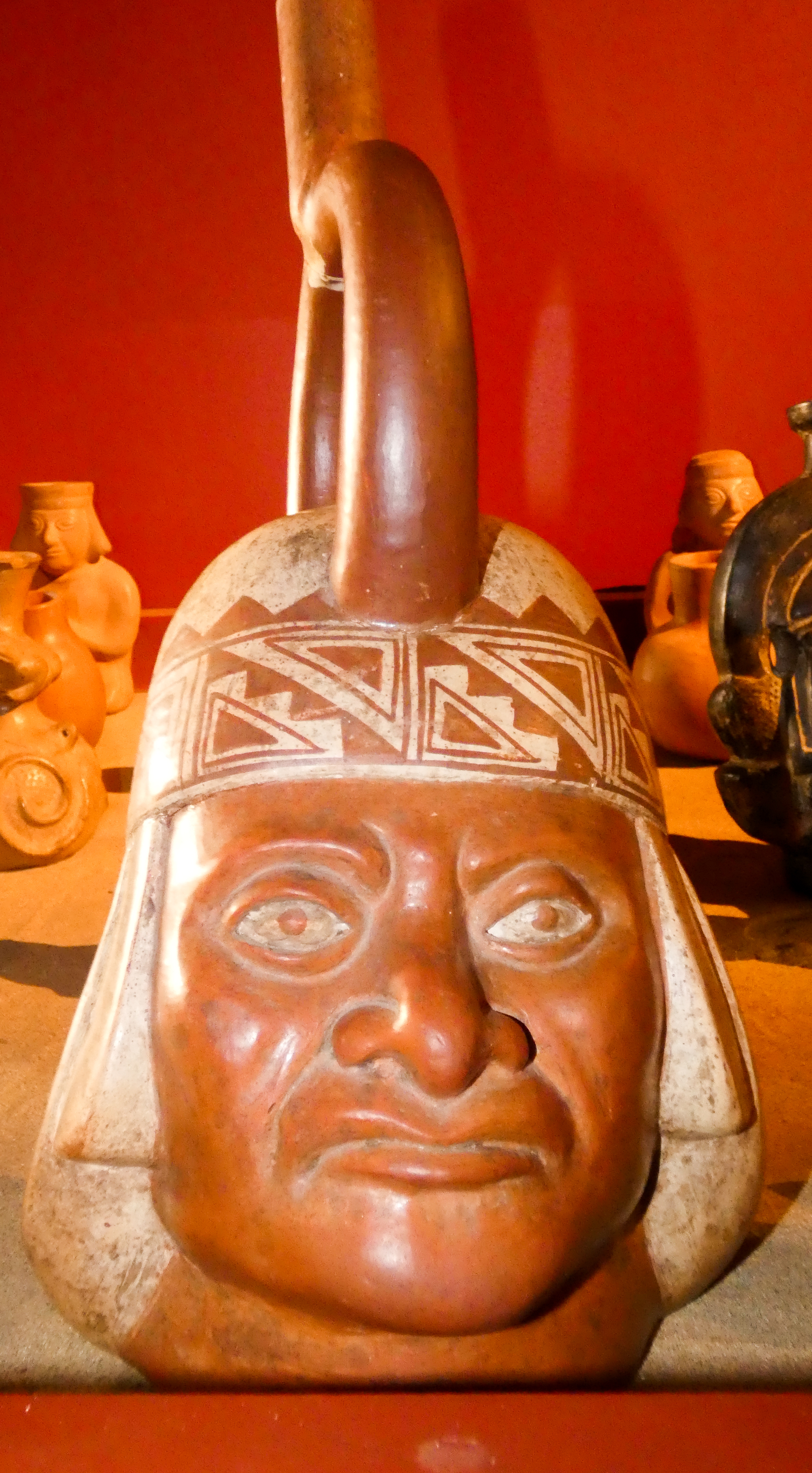
Vase portrait Moche - Musée de la Huaca Rajada - Sipán -  région de Lambayeque - Pérou
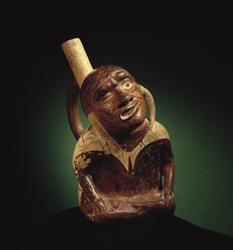
Vase portrait figurant une paralysie faciale - Musée Larco - Lima - Pérou.
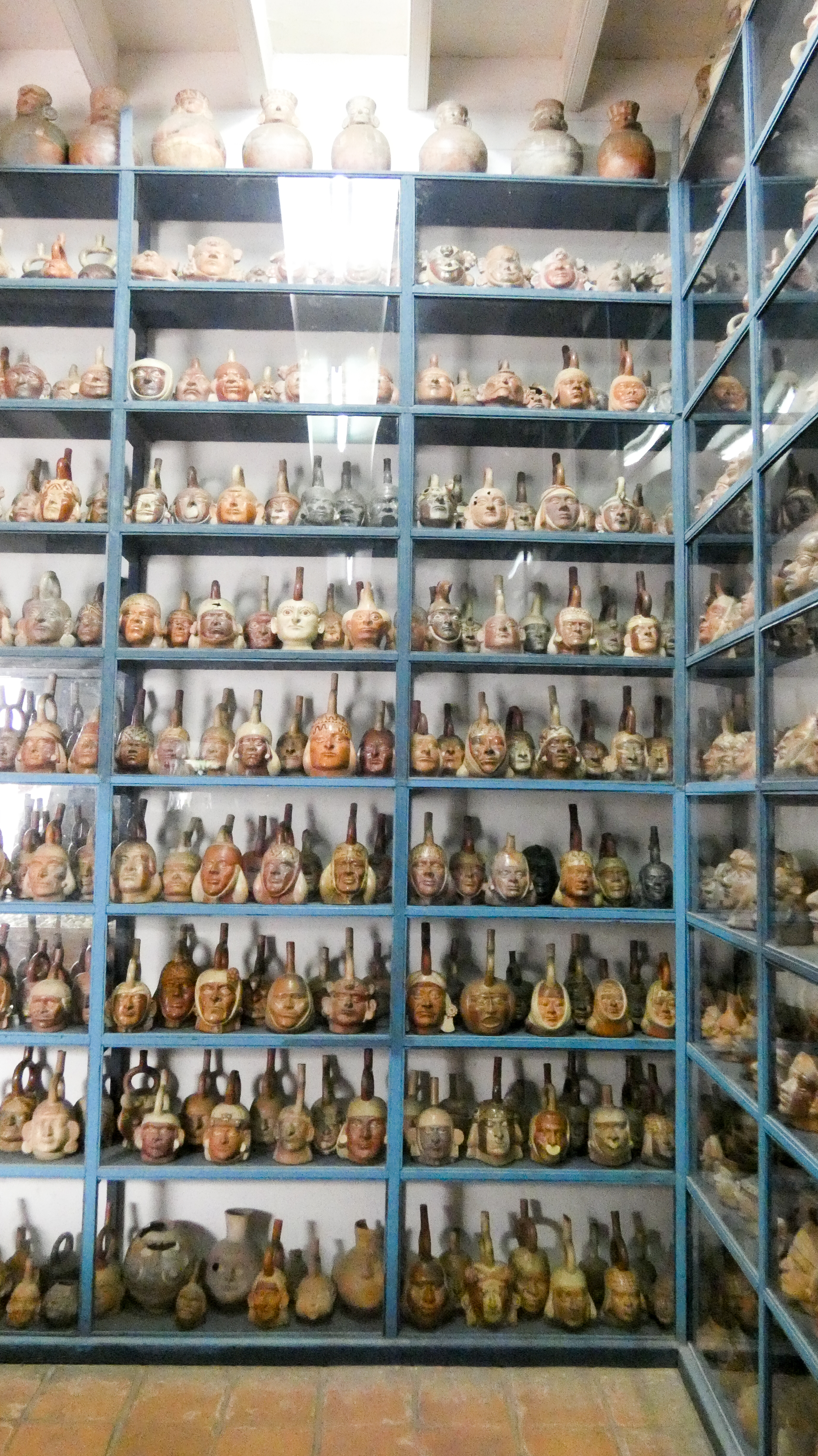
Musée Larco - Quelques-unes des 38 000 céramiques dans la réserve.